# Mekoprint
Mekoprint A/S er en dansk familieejet virksomhed med hovedsæde i Støvring. Virksomheden blev stiftet i 1954 af Erland Kold. Mekoprint har i dag over 650 medarbejdere fordelt på fire produktområder. I november 2019 blev produktionsfaciliteterne udvidet med produktion i Ukraine, hvilket betyder, at det samlede produktionsareal nu er cirka 45.000 kvm. fordelt på 10 lokationer i Danmark, Polen, Ukraine og Hong Kong. Mekoprint er ejet af holdingselskabet Mekoprint Holding A/S, som også ejer Mekoprint Ejendomme A/S. Mekoprint A/S er opdelt i fire divisioner: Mekoprint Cables, Mekoprint Graphic Electronics, Mekoprint Mechanics og Mekoprint Chemigraphics.

## Produkter
Mekoprint har udviklet sig til at være en af Nordeuropas mest højteknologiske underleverandører, der producerer 100 % kundetilpassede produktløsninger. De specifikke løsninger, der skabes i tæt samarbejde med den enkelte kunde, er baseret på et fælles mål og en ideel kombination og udnyttelse af kundens og Mekoprints styrker. Produktprogrammet er bredt funderet med blandt andet betjeningsløsninger Arkiveret 1. februar 2021 hos  Wayback Machine, trykte sensorer, kabinetter Arkiveret 21. januar 2021 hos  Wayback Machine, metalløsninger, finmekaniske komponenter og kabler, der forbinder elektronikken. Mekoprints kundeportefølje spænder ligeledes bredt fra mindre teknologivirksomheder til nogle af verdens førende industri- og elektronikvirksomheder. Blandt Mekoprints største kunder findes eksempelvis Bosch-Siemens, Danfoss og Grundfos, og to tredjedele af produktionen eksporteres. Mekoprint fokuserer på høj kvalitet, automatiserede processer og det gode samarbejde internt såvel som eksternt.

## "Vi skaber sammen"
Mekoprints motto er ”Vi skaber sammen” (Engelsk: Creating Together). Mottoet italesætter det fællesskab, der danner grundlag for virksomheden og den forskel, kunderne oplever. Hver uge afvikler Mekoprint over 1.500 forskellige opgaver, som er udviklet i samarbejde med kunderne. Mekoprint har en unik iværksætterkultur, hvor der er stort fokus på forbedringer, kunder og markeder. Det har resulteret i en massiv investering i teknologiudvikling og kunder gennem årene, som betyder, at Mekoprint den dag i dag er godt rustet til fremtiden.